# Plus/minus
Plus/Minus er en statistik der bruges i ishockey. Statistikken beregnes for hver enkelt spiller (dog ikke målmanden) og fortæller hvor mange mål der bliver scoret henholdsvis for og imod et hold når den pågældende spiller har været på isen. Hvert mål scoret for et hold resulterer i +1 (plus 1) til de spillere fra det pågældende hold der var på isen da målet blev scoret. Tilsvarende gives de spillere der var på isen for det hold der blev scoret imod -1 (minus 1). 
Mål scoret for et hold der er i overtal (powerplay) tælles ikke med i denne statistik. Tilsvarende tæller mål scoret imod et hold der er i undertal (boxplay) heller ikke. Mål scoret for et hold der er i undertal (et såkaldt 'shorthanded' mål) tæller dog med, ligesom mål scoret imod et hold der er i overtal også tælles med.
Tallet opgives som oftest som et netto-tal. En spiller der har været på banen ved 8 mål for sit hold og 4 mål imod sit hold vil således have en Plus/Minus på +4. Jo større plus til den enkelte spiller jo bedre. Et stort minus til en spiller viser at spilleren ofte er på isen når der bliver scoret imod sit hold og statistikken kan dermed tyde på defensive mangler hos den enkelte spiller.
I NHL uddeles årligt trofæet NHL Plus/Minus Award til den spiller med det højeste Plus/Minus i grundspillet. Montreal Canadiens var i 1950'erne det første hold der førte denne statistik og andre hold fulgte hurtigt efter. I 1968 begyndte NHL at føre en officiel plus/minus statistik og siden har den bredt sig til mange andre ligaer. 